# Estland op het Eurovisiesongfestival 2001
Estland nam deel aan het Eurovisiesongfestival 2001 in Kopenhagen, Denemarken. Het was de 7de deelname van het land op het Eurovisiesongfestival. De selectie verliep via het jaarlijkse Eesti Laul, waarvan de finale plaatsvond op 3 februari 2001. ETV was verantwoordelijk voor de Estse bijdrage voor de editie van 2001.

## Selectieprocedure
De nationale finale vond plaats op 3 februari 2001 in de studio's van de nationale omroep in Tallinn en werd gepresenteerd door Marko Reikop en Elektra.
In totaal deden er 8 artiesten mee aan deze nationale finale. 
De winnaar werd bepaald door een internationale jury.
| Volgorde | Artiest                        | Lied                       | Punten | Plaats |
| -------- | ------------------------------ | -------------------------- | ------ | ------ |
| 1        | Soul Control                   | "Life Is a Beautiful Word" | 60     | 5      |
| 2        | Iris                           | "Sounds of the Sea"        | 62     | 4      |
| 3        | Maian Kärmas                   | "The Right Way"            | 51     | 6      |
| 4        | Hillar Vimberg                 | "Cat Story"                | 29     | 8      |
| 5        | Kadi Toom                      | "A Little Chance"          | 64     | 3      |
| 6        | Yvetta Raid                    | "Smile"                    | 31     | 7      |
| 7        | Tanel Padar, Dave Benton & 2XL | "Everybody"                | 77     | 1      |
| 8        | Liisi Koikson                  | "Someday"                  | 66     | 2      |

## In Kopenhagen
In Denemarken moest Estland aantreden als 20ste, net na Duitsland en voor Malta . Op het einde van de puntentelling bleek dat ze op een 1ste plaats waren geëindigd met 198 punten. Dit was de eerste - en tot nu toe - de enige overwinning van het land op het festival.
Men ontving 9 keer het maximum van de punten.
Nederland had 12 punten over voor deze inzending en  België deed niet mee in 2001.

### Gekregen punten

#### Finale
| 12 punten                                                                                                 | 10 punten                                   | 8 punten                                   | 7 punten  | 6 punten           |
| --- | ------------------------------------------- | ------------------------------------------ | --------- | ------------------ |
| - Griekenland - Letland - Litouwen - Malta - Nederland - Polen - Slovenië - Turkije - Verenigd Koninkrijk | - Duitsland - Ierland - IJsland - Noorwegen | - Denemarken - Frankrijk - Spanje - Zweden |           | - Israël - Rusland |
| 5 punten                                                                                                  | 4 punten                                    | 3 punten                                   | 2 punten  | 1 punt             |
| | - Bosnië en Herzegovina                     |                                            | - Kroatië |                    |

### Punten gegeven door Estland

#### Finale
Punten gegeven in de finale:
| 12 punten | Denemarken  |
| 10 punten | Frankrijk   |
| 8 punten  | Letland     |
| 7 punten  | Zweden      |
| 6 punten  | Griekenland |
| 5 punten  | Slovenië    |
| 4 punten  | Rusland     |
| 3 punten  | Spanje      |
| 2 punten  | Malta       |
| 1 punt    | Duitsland   |